# Georges Delerue
Georges Delerue (12. marts 1925 – 20. marts 1992) var en fransk komponist af filmmusik. Han komponerede over 350 stykker musik til film og tv-serier . Han vandt adskillige priser, blandt andet Rom Prisen (1949), og adskillige Emmy Awards. Den franske avis Le Figaro kaldte ham i 1981 Biografens Mozart[kilde mangler].

## Filmografi
Et udvalg af film Georges Delerue, har skrevet musik til:
- Silkwood
- Den sidste metro
- Jules og Jim
- Jeg elskede dig i går
- Den sorte hingst vender tilbage
- Den amerikanske nat
- Kvinden overfor